# Get at Me Dog
"Get at Me Dog" é o primeiro single do rapper DMX. É seu single de estreia para Ruff Ryders Entertainment e Def Jam Recordings de seu álbum de estreia, It's Dark and Hell Is Hot. O single alcançou o número 39 na Billboard Hot 100 nos Estados Unidos, se tornando a segunda maior posição de DMX na parada, atrás de Party Up.

## Informação

### Produção
Apresenta Sheek Louch do The LOX durante o refrão, e o instrumental foi produzido por Dame Grease para Vacant Lot Production/Ruff Ryders Entertainment com produção adicional de P.K. 

### Letra
Originalmente na primeira e terceira estrofe DMX iria insultar o rapper Tupac por dizer que o West Coast hip hop é melhor que o East Coast hip hop, mas ao invés disso insultou K-Solo. 50 Cent faz uma referência a essa canção em sua diss para Sheek Louch e outros nomes chamada Piggy Bank.

### Na cultura popular
"Get at Me Dog" está também na playlist do video game Grand Theft Auto: Liberty City Stories, na estação de rádio de rap fictícia chamada The Liberty Jam.

### Samples
A canção usa um sample de "Everything Good to You (Ain't Always Good for You)" de B.T. Express.

## Posições nas paradas
| Parada                                            | Posição |
| ------------------------------------------------- | ------- |
| E.U.A. Billboard Hot 100                          | 39      |
| E.U.A. Billboard Hot R&B/Hip-Hop Singles & Tracks | 19      |
| E.U.A. Billboard Hot Rap Singles                  | 6       |